# Edward Vesey Bligh
Edward Vesey Bligh (28 février 1829 - 22 avril 1908) est un joueur de cricket, diplomate et ecclésiastique anglais. Descendant du comté de Darnley dans le Kent, il est, avec de nombreux autres membres de sa famille, un animateur du cricket dans le comté au cours du XIXe siècle.

## Jeunesse
Bligh est né le 28 février 1829 à Grosvenor Place, Belgravia. Il est le deuxième fils d'Edward Bligh et d'Emma Jane, comte et comtesse de Darnley. Son père meurt en 1835 et Bligh se souvient plus tard de l'usage intensif des châtiments corporels que lui infligeait sa mère, qui, selon lui, pouvaient être distingués par les coups qu'il reçut alors qu'il était élève au Collège d'Eton, "par l'amour qui se cache derrière les flagellations"

## Cricket
Il n'est pas dans le Cricket XI à l'école, mais dès 1848, il joue dans des matchs importants pour les Gentlemen of Kent. En montant à Christ Church, où il s'inscrit le 27 mai 1847 il réussit à se faire une place dans l'équipe de l'université d'Oxford et obtient son Blue en 1850. Batteur droitier percutant et lanceur lent, il joue pour le Kent jusqu'en 1864. Il joue également pour le MCC et aussi une fois pour Middlesex en 1862. En tout, il joue 40 matchs de première classe marquant 786 points à 12,47.
Le plus grand nombre de manches de Bligh est de 53 pour le Kent contre l'Angleterre au St Lawrence Ground, à Canterbury en 1862. Son record de bowling est incomplet mais il est crédité de 23 guichets à une moyenne de 19,97. Il prend 6 guichets pour les Gentlemen of Kent contre les Gentlemen of England chez Lord en 1851.
Il joue également pour une variété d'autres équipes dans des matchs moins importants. En 1850, il joue pour un XVIII de l'Oxfordshire qui bat le All-England Eleven. Alors qu'il est à Oxford, il joue également pour le Bullingdon Club et en 1850 contre I Zingari, il obtient le meilleur score avec 40 et remporte 10 guichets de l'opposition. Il est également apparu pour I Zingari à plusieurs reprises.

## Carrière
Après avoir quitté Oxford, Bligh rejoint le service diplomatique et est successivement attaché à Hanovre, Florence et Berlin. Il est nommé lieutenant dans le Queen's Own West Kent Yeomanry le 9 août 1853. En 1854, il monte à Cambridge comme Fellow Commoner à Downing et obtient son diplôme de maîtrise en 1855. Il est ordonné diacre en 1855 et est vicaire de Snodland, en 1855-1856. Il démissionne de sa commission dans la Yeomanry en 1856 et sert plus tard d'aumônier au régiment. Il est vicaire de Rotherfield de 1856 à 1865 et de Birling de 1865 à 1875. Il est également juge de paix pour le Kent et est nommé lieutenant adjoint du comté à l'été 1900.

## Famille
En 1854, Edward Bligh épouse Isabel Mary Frances Nevill, fille de William Nevill (4e comte d'Abergavenny). Ils ont deux enfants, Rosalind et Lodovick. Lodovick Bligh joue également pour le Kent au cricket, et son fils Algernon Bligh joue pour le Somerset. Le neveu d'Edward Bligh, Ivo Bligh regagne The Ashes en tant que capitaine de l'équipe d'Angleterre en Australie en 1882-1883.
Edward Vesey Bligh est décédé le 22 avril 1908 à Fartherwell Hall, West Malling, Kent.